# Сива сойка
Сива сойка или канадска сойка (Perisoreus canadensis), е вид птица от семейство Вранови (Corvidae). Видът е незастрашен от изчезване.

## Разпространение
Разпространен е в Канада и САЩ.